# Gubbi gubbi
Cet article concerne la langue. Pour le peuple, voir Gubbi Gubbi. Pour la ville d'Inde, voir Gubbi. Pour le volcan d'Éthiopie, voir Hayli Gubbi.
Le gubbi gubbi est une langue aborigène éteinte d'Australie de la famille des langues pama-nyungan. Elle était utilisée par la tribu aborigène des Gubbi Gubbi, mais en 1983, il ne restait que quelques personnes qui se souvenaient de la langue, ses locuteurs s'étant tournés vers l'anglais pour communiquer.

## Nom
La langue est également nommée cabee, carby, carby-carbery, dhapil, dhipil, dippil, dipple, doon-dooburra, doondoora, dowarburra, dundubara, dunduura, gabi, gabigabi, gabi-gabi, kabbi, kabi, kabi kabi, kabikabi, kahby, karabi, karbi ou maiba.
En 1993, une partie des anciens de la tribu se sont réunis, et ont décidé de modifier l'orthographe du nom de la tribu et de la langue, originellement écrit « Kabi Kabi », en « Gubbi Gubbi » afin de garantir la prononciation exacte du nom. À noter que certains membres de la tribu continuent d'utiliser l'ancienne orthographe, ainsi que certains services gouvernementaux australiens.

## Utilisation
Déjà en 1983, Holmer (en) notait que « si le [gubbi gubbi] a été un temps l'une des langues importantes du sud-est du Queensland [jusqu'en 1910], elle est aujourd'hui pratiquement éteinte ». Il n'a trouvé que cinq aborigènes ayant une petite connaissance de la langue, ce qui fait que les données linguistiques sont insuffisantes, et que l'étude du gubbi-gubbi repose principalement sur celle du butchulla qui est assez similaire.

## Caractéristiques
Le gubbi gubbi fait partie du groupe des langues waka-kabiques (en) de la famille des langues pama-nyungan.
Holmer (en) décrit une relation étroite entre butchulla et gubbi gubbi, mais n'est pas en mesure de définir cette relation comme dialectale ou comme celle entre deux langues distinctes. Dixon considère quant à lui le butchulla comme un dialecte du gubbi gubbi,, tandis que Glottolog les classe comme des variétés d'une même langue.

### Exemples
- Ngara : bonjour[8]
- Wunya ngulum : bienvenue à tous[8]

### Alphabet
| Voyelles  | Voyelles | Voyelles | Voyelles | Voyelles | Voyelles | Voyelles | Voyelles | Voyelles | Voyelles | Voyelles | Voyelles | Voyelles |
| --------- | -------- | -------- | -------- | -------- | -------- | -------- | -------- | -------- | -------- | -------- | -------- | -------- |
| a         | aa       | e        | i        | ee       | o        | aw       | u        | oo       | ai       | ei       | ou       | au       |
| Consonnes |          |          |          |          |          |          |          |          |          |          |          |          |
| b         | d        | dj       | g        | m        | n        | ny       | ng       | l        | r        | w        | y        | y        |

### Dictionnaire
Un dictionnaire anglais-gubbi gubbi-butchulla a été édité en 1994.